# Belfry (Montana)
Belfry es un lugar designado por el censo ubicado en el condado de Carbon en el estado estadounidense de Montana. En el Censo de 2010 tenía una población de 218 habitantes y una densidad poblacional de 48,99 personas por km².

## Geografía
Belfry se encuentra ubicado en las coordenadas 45°8′10″N 108°59′54″O / 45.13611, -108.99833. Según la Oficina del Censo de los Estados Unidos, Belfry tiene una superficie total de 4.45 km², de la cual 4.31 km² corresponden a tierra firme y (3.08%) 0.14 km² es agua.

## Demografía
Según el censo de 2010, había 218 personas residiendo en Belfry. La densidad de población era de 48,99 hab./km². De los 218 habitantes, Belfry estaba compuesto por el 96.33% blancos, el 0.46% eran afroamericanos, el 1.83% eran amerindios, el 0% eran asiáticos, el 0% eran isleños del Pacífico, el 0% eran de otras razas y el 1.38% pertenecían a dos o más razas. Del total de la población el 0.46% eran hispanos o latinos de cualquier raza.